# 伊甸豪海角酒店

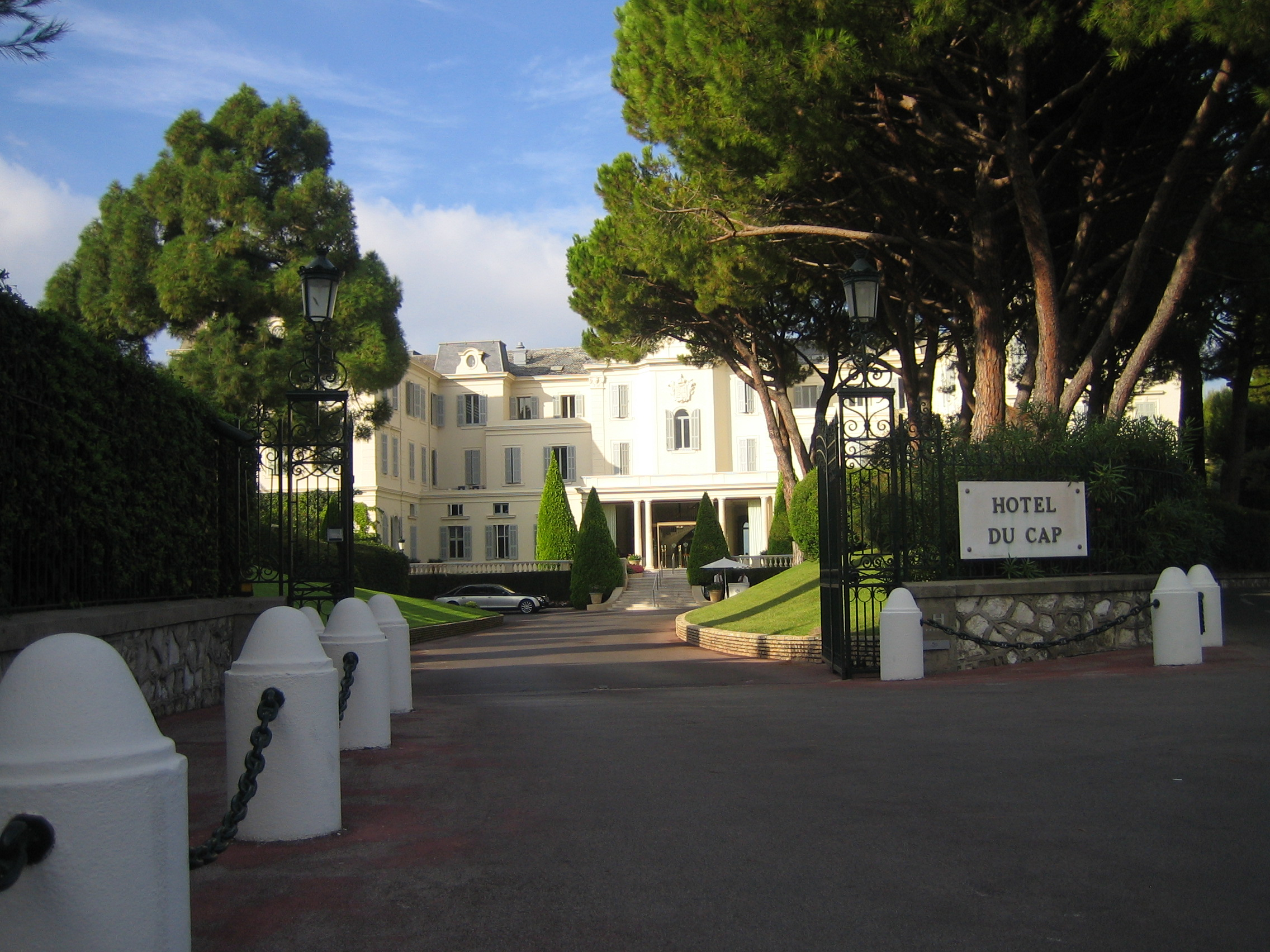

伊甸豪海角酒店（Hôtel du Cap-Eden-Roc）是法国蓝色海岸阿尔卑斯滨海省昂蒂布的一座豪华度假酒店。